# Look Cycle
Look Cycle es una empresa con sede en Nevers, en el departamento francés de Nièvre, reconocida principalmente por la fabricación de cuadros de bicicleta de carbono, accesorios de carbono, bicicletas montadas y pedales automáticos.
Look fue fundada en 1951 por Jean Beyl.